# 동원국민학교
동원국민학교는 경상북도 의성군 점곡면에 있었던 국민학교이다.

## 연혁
- 일자미상 동원국민학교 설립 인가
- 1969년 3월 1일 동원국민학교 개교
- 1995년 9월 1일 폐교 및 점곡국민학교 통폐합